# Переступить черту (фильм, 2005)
«Переступить черту» (англ. Walk the Line; «Иди по линии», назван по песне Дж. Кэша) — американская биографическая драма 2005 года, шестой полнометражный фильм, снятый Джеймсом Мэнголдом. Сценарий, написанный Мэнголдом и Джилл Деннис, основан на двух автобиографиях американского певца и автора песен Джонни Кэша: «Человек в черном: Его собственная история в его собственных словах» (1975) и «Кэш: Автобиография» (1997). Фильм рассказывает о ранней жизни Кэша, его романе с певицей Джун Картер, его восхождении на сцену кантри-музыки и его наркотической зависимости. В главных ролях снимались Хоакин Феникс в роли Кэша, Риз Уизерспун в роли Картер, Джиннифер Гудвин в роли первой жены Кэша Вивиан Либерто и Роберт Патрик в роли отца Кэша.
Премьера Переступить черту состоялась на кинофестивале в Теллурайде 4 сентября 2005 года, а 18 ноября фильм был выпущен в прокат компанией 20th Century Fox. Он получил положительные отзывы и имел кассовый успех, собрав 187 миллионов долларов при бюджете в 28 миллионов долларов. На 78-й церемонии вручения премии «Оскар» Уизерспун выиграла в номинации «Лучшая женская роль», а фильм также был номинирован на «Лучшую мужскую роль» (Феникс), «Лучший звук», «Лучший дизайн костюмов» и «Лучший монтаж».

## Сюжет
Эта биографическая лента посвящена истории жизни певца в стиле кантри Джонни Кэша и его второй жены Джун Картер. Юность Кэша, родившегося в 1932 году в Арканзасе, была омрачена трагической гибелью его старшего брата и пренебрежительным отношением к нему со стороны отца, считавшего его плохим сыном.
Военную службу будущий певец и музыкант проходил в Германии в рядах Военно-воздушных сил США. В 1954 году он женился на Вивиан, которая родила ему дочь, а в 1955-м, в возрасте 23 лет, выпустил свой первый хит «Cry, Cry, Cry». Вскоре Кэш отправился в турне по США вместе с Джерри Ли Льюисом, Элвисом Пресли и Джун Картер, о которой он безнадежно мечтал целых десять лет.
Критические моменты в жизни Кэша сопровождались его пагубным пристрастием к амфетамину и алкоголю. В 1968 году Кэш и Картер стали мужем и женой и прожили вместе вплоть до смерти Джун в мае 2003 года. Джон скончался в сентябре того же года.

## В ролях
| Актёр             | Роль            |
| ----------------- | --------------- |
| Хоакин Феникс     | Джонни Кэш      |
| Риз Уизерспун     | Джун Картер     |
| Джиннифер Гудвин  | Вивиан Кэш      |
| Роберт Патрик     | Рэй Кэш         |
| Хэйли Энн Нильсон | Розан Кэш       |
| Даллас Робертс    | Сэм Филлипс     |
| Дэн Джон Миллер   | Лютер Перкинс   |
| Ларри Бэгби       | Маршалл Грант   |
| Шелби Линн        | Кэрри Кэш       |
| Уэйлон Пэйн       | Джерри Ли Льюис |
| Тайлер Хилтон     | Элвис Пресли    |

## Награды и номинации
| Премия                         | Категория                                  | Имя                                                          | Результат |
| ------------------------------ | ------------------------------------------ | ------------------------------------------------------------ | --------- |
| Оскар                          | Лучшая мужская роль                        | Хоакин Феникс                                                | Номинация |
| Оскар                          | Лучшая женская роль                        | Риз Уизерспун                                                | Победа    |
| Оскар                          | Лучший дизайн костюмов                     | Эрианн Филлипс                                               | Номинация |
| Оскар                          | Лучший монтаж                              | Майкл Маккаскер                                              | Номинация |
| Оскар                          | Лучший звук                                | Пол Мэсси, Даг Хемфилл, Питер Ф. Курланд                     | Номинация |
| BAFTA                          | Лучшая мужская роль                        | Хоакин Феникс                                                | Номинация |
| BAFTA                          | Лучшая женская роль                        | Риз Уизерспун                                                | Победа    |
| BAFTA                          | Лучшая музыка к фильму                     | Ти-Боун Бёрнетт                                              | Номинация |
| BAFTA                          | Лучший звук                                | Пол Мэсси, Даг Хемфилл, Питер Ф. Курланд, Дональд Сильвестер | Победа    |
| Золотой глобус                 | Лучший фильм — комедия или мюзикл          |                                                              | Победа    |
| Золотой глобус                 | Лучшая мужская роль в комедии или мюзикле  | Хоакин Феникс                                                | Победа    |
| Золотой глобус                 | Лучшая женская роль в комедии или мюзикле  | Риз Уизерспун                                                | Победа    |
| Премия Гильдии киноактёров США | Лучшая мужская роль                        | Хоакин Феникс                                                | Номинация |
| Премия Гильдии киноактёров США | Лучшая женская роль                        | Риз Уизерспун                                                | Победа    |
| Грэмми                         | Лучший сборник саундтреков для кино или ТВ | Хоакин Феникс, Ти-Боун Бёрнетт, Майк Пьерсанте               | Победа    |